# صموئيل أ. بولارد
صموئيل أ. بولارد هو مهندس معماري وسياسي أمريكي، ولد في 25 مارس 1853، وتوفي في 5 ديسمبر 1926.